# Суккозеро (озеро)
Су́ккозеро — озеро в Муезерском районе Республики Карелии.

## Общие сведения
Котловина ледниково-тектонического происхождения.
Форма озера прямоугольная, ориентирована с севера на юг. Берега каменистые, склон дна крутой. На озере около ста тридцати островов общей площадью 1,4 км².
В озеро впадает река Сулос, вытекающая из озера Сулосъярви и 13 ручьёв.
Из озера протекает река Суккозерка, впадающая в озеро Гимольское.
В озере обитают ряпушка, плотва, сиг, щука, окунь, налим, ёрш.
Озеро замерзает в ноябре, вскрывается ото льда в середине мая.
Средняя амплитуда колебания уровня составляет 75 см.

## Панорама

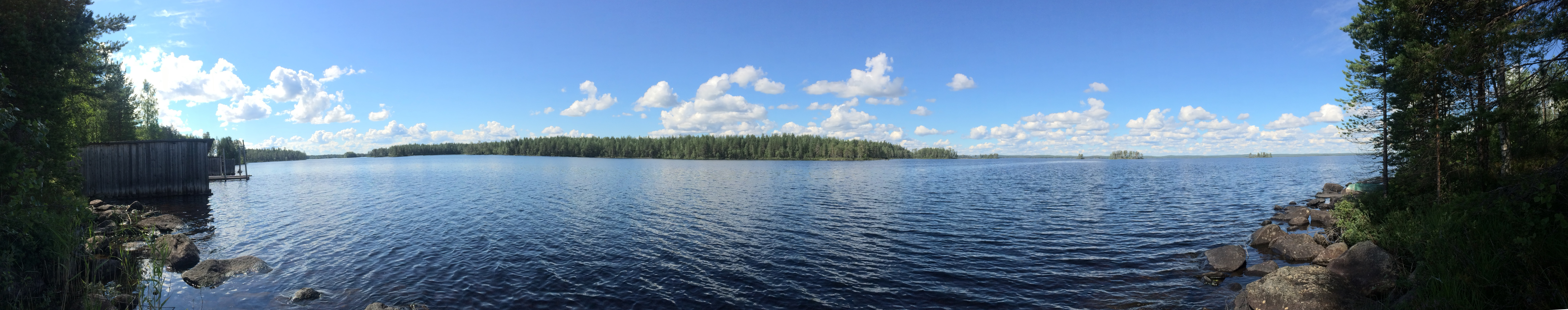
Панорама